# راسيل بلنت
راسيل بلنت (بالإنجليزية: Russell Blunt)‏ هو مدرب رياضي أمريكي، ولد في 24 أبريل 1908، وتوفي في 7 يناير 2004.